# غرمة (فريمان)
غرمة (بالفارسية: گرمه) هي قرية تقع في قسم فريمان الريفي في إيران. يقدر عدد سكانها بـ 122 نسمة بحسب إحصاء 2016.